# Santa Maria Immacolata all’Esquilino (Kardinalstitel)
Santa Maria Immacolata all’Esquilino ist eine Titeldiakonie. Sie wurde von Papst zur Titelkirche erhoben.

## Titelträger
- Konrad Krajewski seit 28. Juni 2018